# 市河三喜
市河 三喜（いちかわ さんき、1886年（明治19年）2月18日 - 1970年（昭和45年）3月17日）は、日本の英語学者・随筆家。学位は、文学博士。東京大学名誉教授、日本学士院会員、語学教育研究所所長。号は清庵。日本人としては初となる東京帝国大学英文科の教授となり、日本の英語学の礎を築いた。
英語学の新人賞として市河三喜賞が設けられていた。

## 人物・略歴

### 採集者から英語学へ
1886年、東京府下谷区練塀町（現在の千代田区神田練塀町・外神田四丁目・台東区秋葉原に跨る地域）に書家である市河三兼（万庵）の次男として生まれる。5、6歳の頃より家業の書道を学び、また同じく幼年の頃より兄の三陽から漢文の素読を学ぶ。高等小学校1年時からは三陽により英語も学び始める。1897年（明治30年）1月には英語塾の槐陰学館に入り熱心に通ったという。
1898年（明治31年）4月に東京府立尋常中学校（後の東京府立第一中学校）へ入学、在学中の14歳の時、同志の東条操らと図って日本博物学会（後に日本博物学同志会へ改名）を組織し、昆虫と植物の採集に明け暮れ、機関雑誌「博物之友」を刊行した。動物学を原著で読もうと思い立って英語も更に学ぶ様になったという。1903年（明治36年）に東京府立第一中学校を卒業した。第一高等学校第一部（文科）に入学するまでは昆虫学を専攻しようとしていたが、近視のため顕微鏡を使うに堪えまいと思って文科に転向せざるを得なかった。また、この頃は正則英語学校にも通い、斎藤秀三郎から英語を学んだ。市河は「自分は学生時代に斎藤氏の著述は殆ど全部読んだ積りである。」と回想しており、斎藤からは多大な影響を受けたものと思われる。
1905年（明治38年）、一高在学中の19歳の時、アメリカ人標本採集家のマルコム・プレイフェア・アンダーソンらとともに済州島での採集旅行に参加した。7月19日、市河はアンダーソンに電報で長崎県大村湾に呼び出され、アンダーソンやその弟と握手を交わした。済州島での採集（1905年）以前の1年間にアンダーソンは日本国内の採集旅行を実施しており、この時も市河は最初に誘われていたが都合が悪く、代わりに同窓の金井清（後の諏訪市長）と猟師の石黒平次郎が鷲家口などでの採集に同行していた。
1906年（明治39年）に東京帝國大学文科大学言語学科に入学、英語学を専攻する。在学中は外国人教師であるジョン・ローレンス（John Lawrence, 1850-1916）やケーベルから指導を受けた。1909年（明治42年）に著した卒業論文『Ａ Monograph on the Historical Development of the Functions of 'For'（forの歴史的発達）』は学会からも関心が寄せられた。同年に東京帝國大学文科大学を卒業する。卒業に際してローレンスからは優等成績者として市河に対して時計が授与されている。卒業後は大学院へと進んで更なる研究を続けた。

### 『英文法研究』の発刊
大学院在学3年目となる1912年（大正元年）9月、『英文法研究』を研究社から発刊する。これは同年の7月まで『英語青年』誌上に連載されていた『英文典瑣談』及び『ディケンズと俗語の研究』に市河が加筆修正を加えて一書として纏めたもので、従来の規範文法から逸れた実際の言語使用における伝統文法への科学的な研究を企図していた。市河はデンマークのイェスペルセン、ノルウェーのストルム（Johan Storm）、オランダのストフェル（Cornelis Stoffel）などの言語学者による科学的な英語研究を基にして本書を著したという。本書では規範文法とは反する"such an one"や"It's me"、「none の用法、every, each 等を複数に扱うこと」などを多数の文学作品を中心とする用例から取り上げて、その語法の起源を推測している。市河はこの研究により日本の英語学の基礎を築いたと称されるようになり、また、本書は彼の出世作ともなった。英文学者の斎藤兆史は、善くも悪くも大正以降の日本の英語、英文学研究、英語研究に影響を及ぼしたと評している。

### 教職時の活動
翌10月、成績優秀者として文部省よりイギリスへの2年間の留学を命ぜられる。イギリスでは音声学者のダニエル・ジョーンズからも音声学を学んだ。次いでドイツなどのヨーロッパ各地を訪れた後に帰朝する。帰朝後の1916年（大正5年）2月、母校の東京帝國大学文科大学英文科において助教授に就任、英語英文学の講座を受け持った。1918年（大正7年）からは教育検定試験委員も兼ねている。1920年（大正9年）には"On the Language of the Poetry of Robert Browning"と題する論文により文学博士の学位が授与された。同年8月には東京帝国大学英文科で日本人初となる教授となって後進の育成に励んだ。教材としてはイェスペルセンの著作も用いている。
1921年（大正10年）から1932年（昭和7年）にかけて研究社から刊行された『英文学叢書』（全100巻）では岡倉由三郎と共に編集主幹を務めている。市河は主にシェークスピアの註釈を受け持った。『英文学叢書』は細分化の進む英語学習と英文学研究を繋ぎ止める特徴的な書物となった。1922年（大正11年）3月にハロルド・E・パーマーが来日してからは、彼とも深く関わった。市河はジョーンズによる発音辞典を「この種の辞典では今迄出たものゝ中の白眉であると云つて宜しからう。」と述べて讃辞を呈し、これを基として1923年（大正12年）に『英語発音辞典』を編纂した。これは前年に神田乃武と金沢久によって編纂された『袖珍コンサイス英和辞典』と共に国際音声字母による表記を広く認知させた。日本国内では後年においてもこのジョーンズ式の表記は使用され、戦後になってアメリカ英語が入ってからも使われ続けた。また、英米ではこのジョーンズ式の表記とは異なる表記が用いられていたが、20世紀の末にはジョーンズ式の表記がイギリスにおいても利用されるようになっている。
1924年（大正13年）にアメリカで排日移民法が施行されると、藤村作、大岡育造、福永恭助、杉村楚人冠、渋川玄耳といった人々から英語廃止論が展開された。市河は帆足理一郎、岡倉由三郎、斎藤勇らと共に、英文学の受容を理由として英語学習擁護論を展開した。1928年（昭和3年）、イギリス王立文芸協会名誉会員となった。1929年（昭和4年）には東京帝国大学英文学会の後を受けて日本英文学会を創設、翌年には（第一次）日本シェイクスピア協会を創設しいずれも初代会長を務めた。その後も英文教科書や辞書などの著作の執筆を続け、1939年（昭和14年）には帝国学士院会員に最年少者として選出された。併せて同年には顧問を務めていた英語教育研究所（後の語学教育研究所）の所長に就任した。以降も理事長を没時まで務め、30年余りにわたって同研究所に関与した。また、1942年（昭和17年）に設立された慶應義塾大学語学研究所へも、西脇順三郎の推薦により草創期から所員として参加した。戦時下、市河は自身の収集物である欧米学者の研究書籍を同研究所へ寄贈した。これらの書籍は市河文庫として保存されている。1946年（昭和21年）10月、東京帝国大学を定年退職した。

### 晩年
退職後はいずれの学校へも出講することは無く、牛込区北山伏町から世田谷区成城へと居所を移して英学書の執筆を続けた。併せて 日本学術振興会の所管する日本古典を英訳する委員会に参加し、海外に向けて万葉集、能、俳句を翻訳して紹介した。市河は教授時代から随筆も多く著し、代表的なものとしては『昆虫・言葉・国民性』、『旅・人・言葉』、『私の博物誌』が有る。これらにより1959年（昭和34年）に文化功労者に選定され、1964年（昭和39年）には勲二等旭日重光章が授与された。1966年（昭和41年）、語学教育研究所により市河の傘寿を記念して、市河からの寄付金を基金とした市河三喜賞が設けられた。また同年には英文による著作が"Collected Writings of Sanki Ichikawa"としてまとめられた。市河は書家の家系に生まれながらも跡を継ぐことは無かったが、市河自身もまた清庵と号して書を趣味とした。
1970年3月17日、東京都世田谷区の国立大蔵病院で急性肺炎により死去した。84歳没。遺骨は多磨霊園に埋葬された。家族は前妻と後妻並びに2人の息子にも相次いで早くに先立たれ、娘の野上三枝子を残すのみとなっていた。晩年は孤独の中で暮らしたという。

## 逸話
助教授の頃は厳格な先生として生徒達に認識されていた。ある日のこと、英語学の講義を途中で打ち切った時があった。受講していた生徒達から視線を注がれた市河は少し恥ずかしそうに、前日の停電により講義の準備が出来なかったことを打ち明けた。生徒達は市河のような先生でも予習を怠ると講義できなくなることを知るとともに、市河が講義の為に毎回予習していたことが判明し、驚きとともに親近感を持ったという。
パーマー博士が来日した際は神戸まで出迎えに行き、以来パーマーの良き理解者となった。市河とパーマーは両者ともダニエル・ジョーンズから音声学を学んだ経験が有った。関東大震災後の1924年にパーマーの研究所が活動を再開した際には市河はその顧問を務め、彼の講演旅行などにも帯同した。1935年（昭和10年）のパーマーによる文学博士論文"A Grammar of Spoken English"の主査を務めたのも市河で、後にはパーマーの研究所の所長も務めている。

## 家系・家族
曽祖父は江戸時代中期の儒学者・漢詩人である市河寛斎、江戸時代後期の書家市河米庵を祖父に持つ。父も書家の市河万庵である。前妻の晴子（1896年 - 1943年）は穂積陳重と歌子（渋沢栄一長女）の三女で、東京女子高等師範学校を卒業した後、1916年10月に19歳で市河三喜と結婚した。三喜との間に2男1女を儲けるものの、1926年6月に次男の三愛をジフテリアで喪い、また、1943年10月には長男の三栄をも喪った。晴子は悲しみに暮れ、病を発症して同年12月に死去した。娘に野上三枝子、その夫は野上豊一郎・野上弥生子の三男、三枝子の娘に長谷川三千子がいる。中央公論社版『私の博物誌』の表紙と裏表紙のカバー絵を描いているのは後妻の不二子（1955年没）である。

## 年譜
- 1886年、東京・下谷練塀町に生まれる。
- 1898年、東京府立尋常中学校（後の東京府立第一中学校）へ入学[2]。
- 1903年、3月 東京府立第一中学校卒業、9月 第一高等学校第一部（文科）へ入学[37]。
- 1905年、M. P. アンダーソンとともに済州島に旅行する。
- 1906年、東京帝國大学文科大学言語学科へ入学。
- 1909年、東京帝国大学文科大学言語学科卒業、同大学院へと進む[6]。
- 1912年、『英文法研究』発刊、イギリスへ留学。
- 1916年、東京帝国大学文科大学助教授。
- 1920年、東京帝国大学英文科教授。
- 1928年、イギリス王立文芸協会名誉会員。
- 1930年、日本英文学会会長[30]。
- 1937年、英語教育研究所理事長（1939年9月迄）。
- 1939年、英語教育研究所所長（1957年3月迄）、帝国学士院会員。
- 1946年、東京帝国大学定年退職、同名誉教授。
- 1949年、財団法人日本英文学会設立、同理事[30]。
- 1957年、財団法人語学教育研究所理事長（1970年3月迄）。
- 1959年、文化功労者表彰。
- 1960年、文部省の英語教育改善協議会が発足、会長となる。
- 1964年、勲二等旭日重光章受章。
- 1970年、東京都世田谷区で急性肺炎により死去。

## 著作

### 単編著
- 英文法研究 （研究社 1912年）
- 万国音標文字 （編 光風館書店 1920年）
- 英語発音辞典 （編 研究社 1923年）
- ラテン・ギリシヤ語初歩 英学生の為め （研究社 1930年）
- 古代中世英語初歩 （研究社 1935年、松浪有による改訂第二版 1955年）
- 英語学 研究と文献 （三省堂 1936年）
- 聖書の英語 （研究社 1937年）
- 昆虫・言葉・国民性 （研究社 1939年）
- 研究社英語学辞典 （研究社 1940年）
- 英語史概説 研究社英米文学語学講座 （研究社 1941年）
- 英語雑考 （愛育社 1947年）
- 小山林堂随筆 （研究社 1949年）
- 研究社新英和小辞典（編 研究社辞書部 1949年）
- 言葉・言葉・言葉 （中央公論社 1949年）
- 私の博物誌（中央公論社 1956年）
- 旅・人・言葉 （ダヴィッド社 1957年）

### 共編著
- 大英和辞典 畔柳都太郎・飯島広三郎共著 （冨山房 1931年）
- 欧米の隅々 市河晴子共著 （研究社 1933年）
- 世界言語概説 上下巻 高津春繁共編 （研究社辞書部 1952年-1955年）
- 古英語・中英語初歩 松浪有共著 （研究社出版 1986年、『古代中世英語初歩』の改訂版）

### 翻訳
- 進化論大意 第1編 （トマス・ヘンリー・ハックスレー 語学文庫刊行会 1910年）
- 言語 その本質・発達及び起原 （イエスペルセン 神保格共訳 岩波書店 1927年）
- ハムレット （シェイクスピア 松浦嘉一共訳 岩波文庫 1949年）

### 論文
- 市河三喜 (1930). The pronunciation of English loan words in Japanese. In-house reproduction. NCID BB00765097

### 関連書籍・伝記
- 市河博士還暦祝賀論文集 第1-6輯（市河博士還暦記念会 研究社出版 1946年-1954年）
- 市河三喜伝 英語に生きた男の出自、経歴、業績、人生（神山孝夫、研究社、2023年）